# Stadion Kurmanbek
Das Stadion Kurmanbek ist ein Fußballstadion mit Leichtathletikanlage in der kirgisischen Stadt Dschalal-Abad. Es ist die Heimspielstätte des Fußballvereins Muras United FC aus der nationalen Top Liga. Die Anlage hat ein Fassungsvermögen von 5.000 Personen.